# Biopesticide

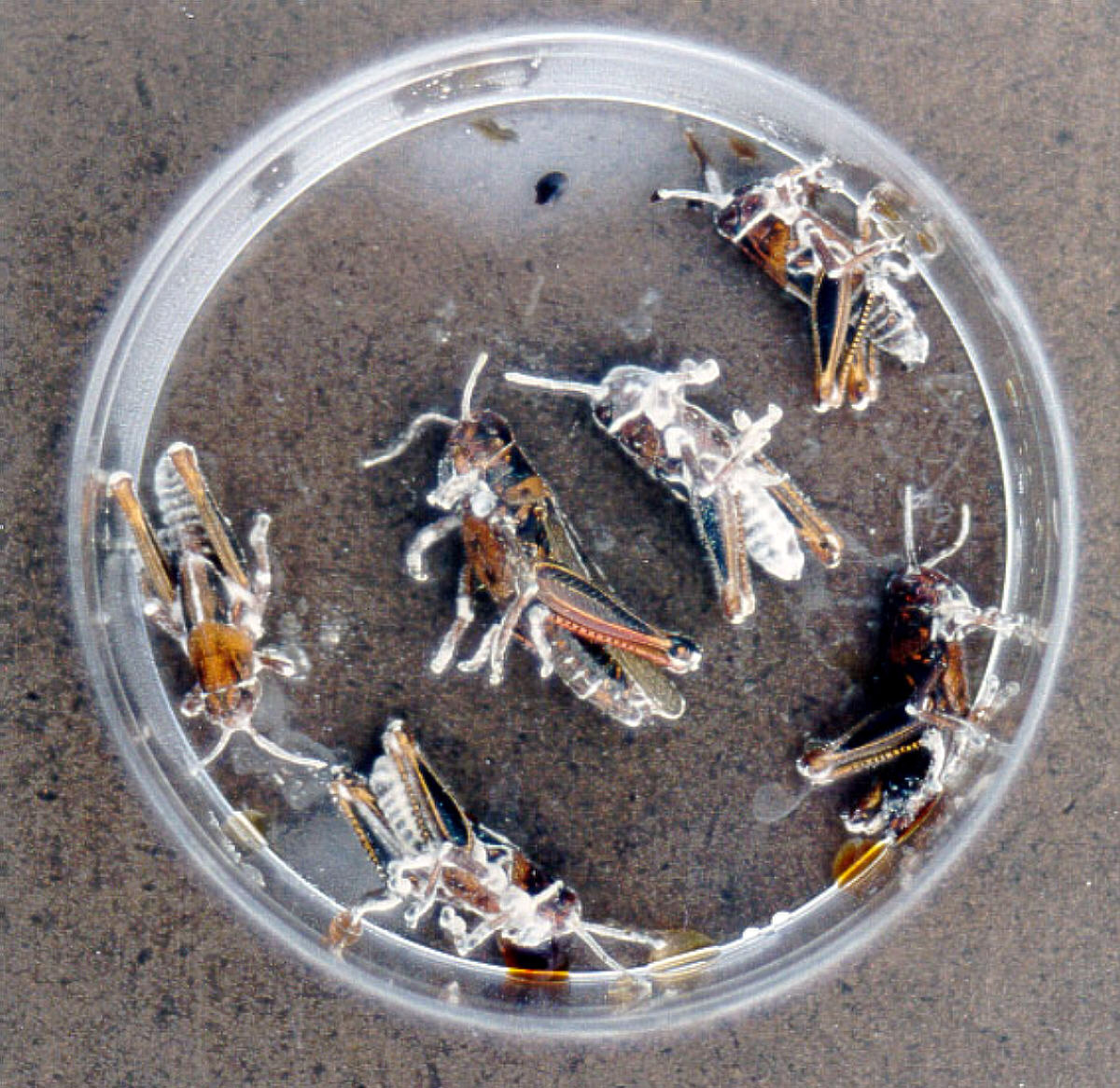
Sauterelles (Melanoplus sp.) tuées par le champignon Beauveria bassiana.

Les biopesticides, ou pesticides biologiques, comprennent plusieurs types de méthode de lutte contre les ravageurs et maladies, faisant appel à des relations de prédation, de parasitisme ou d'action chimique. Le terme a été historiquement associé à la lutte biologique - et par voie de conséquence -  à la manipulation d'organismes vivants. Les positions réglementaires peuvent être influencées par les perceptions du public, ainsi :
- dans l'Union européenne, les biopesticides sont définis comme « une forme de pesticides basée sur des micro-organismes ou des produits naturels »[1] ;
- aux États-Unis, l'Agence américaine de protection de l’environnement (EPA, Environmental Protection Agency) indique qu'ils « comprennent des substances pesticides d'origine naturelle (pesticides biochimiques), des micro-organismes pesticides (pesticides microbiens), et des substances pesticides produites par les plantes contenant du matériel génétique ajouté (protectants plant-incorporated ou PIP) »[2].

Ces produits sont typiquement produits par la culture et la concentration d'organismes naturels ou de leur métabolites, dont des bactéries et autres microbes, des champignons, des nématodes, des protéines, etc. Ils sont souvent considérés comme des éléments importants des programmes de lutte intégrée, et ont reçu beaucoup d'attention pratique comme substituts des produits phytosanitaires chimiques. Au Royaume-Uni, un ouvrage, The Manual of Biocontrol Agents (2009 : précédemment Biopesticide Manual), passe en revue les insecticides biologiques disponibles (et d'autres produits de lutte de type biologique).

## Vue d'ensemble
Les  biopesticides se composent de trois groupes principaux : 
- Les pesticides microbiens  qui sont constitués de micro-organismes : bactéries, champignons entomopathogènes ou virus (on y inclut parfois les métabolites produits par les bactéries ou les champignons). Les nématodes entomopathogènes sont également souvent classés comme pesticides microbiens, bien qu'il s'agisse d'organismes multicellulaires[5],[6].
- Les pesticides biochimiques ou pesticides à base de plantes[7] qui sont des substances d'origine naturelle permettant de lutter contre les ravageurs (ou de les surveiller dans le cas de phéromones) et les maladies microbiennes.
- Les phytoprotecteurs incorporés dans les plantes (PIP) qui sont des substances produites par des plantes possédant des gènes d'autres espèces incorporés dans leur propre matériel génétique (c'est-à-dire  des plantes génétiquement modifiées). Leur utilisation est controversée, en particulier dans de nombreux pays européens.

Les biopesticides n'ont généralement pas de fonction connue dans la photosynthèse, la croissance ou d'autres aspects fondamentaux de la physiologie de la plante. Cependant, leur activité biologique contre les insectes ravageurs, les nématodes, les champignons et d'autres organismes est bien documentée. Toutes les espèces de plantes ont développé une structure chimique unique et intégrée qui les protège contre les parasites. Le règne végétal offre une gamme diversifiée de structures chimiques complexes et presque toutes les activités biologiques imaginables. Ces alternatives biodégradables, économiques et renouvelables, sont notamment utilisées dans les systèmes d'agriculture biologique.

## Exemples
Un exemple bien connu d'insecticide est la bactérie Bacillus thuringiensis, qui est un agent pathogène des lépidoptères, coléoptères et diptères. La toxine Bt, produite par Bacillus thuringiensis a été intégrée directement dans des plantes grâce au génie génétique. L'utilisation de la toxine Bt est particulièrement controversée. Ses fabricants prétendent qu'elle est inoffensive pour les autres organismes, et est plus respectueuse de l'environnement que les pesticides de synthèse. Cependant, une étude scientifique au moins a suggéré qu'elle peut provoquer de légères modifications histopathologiques sur le foie et les reins des mammifères dont le régime alimentaire contient cette toxine.
Parmi les agents de lutte microbiologique, on trouve également :
- des champignons entomopathogènes (comme Beauveria bassiana, Lecanicillium spp., Metarhizium spp. etc.),
- des agents de lutte contre les maladies des plantes, dont  Trichoderma  spp. et  Ampelomyces quisqualis  (hyper-parasite de champignons responsables de l'oïdium) de la vigne ; on utilise également Bacillus subtilis contre certains agents phytopathogènes[5],
- des nématodes auxiliaires attaquant les insectes (comme Steinernema feltiae) ou les limaces (comme Phasmarhabditis hermaphrodita ),
- des virus entomopathogènes (par exemple le virus de la granulose du carpocapse),
- des agents microbiens ont également été employés contre les mauvaises herbess et les rongeurs.

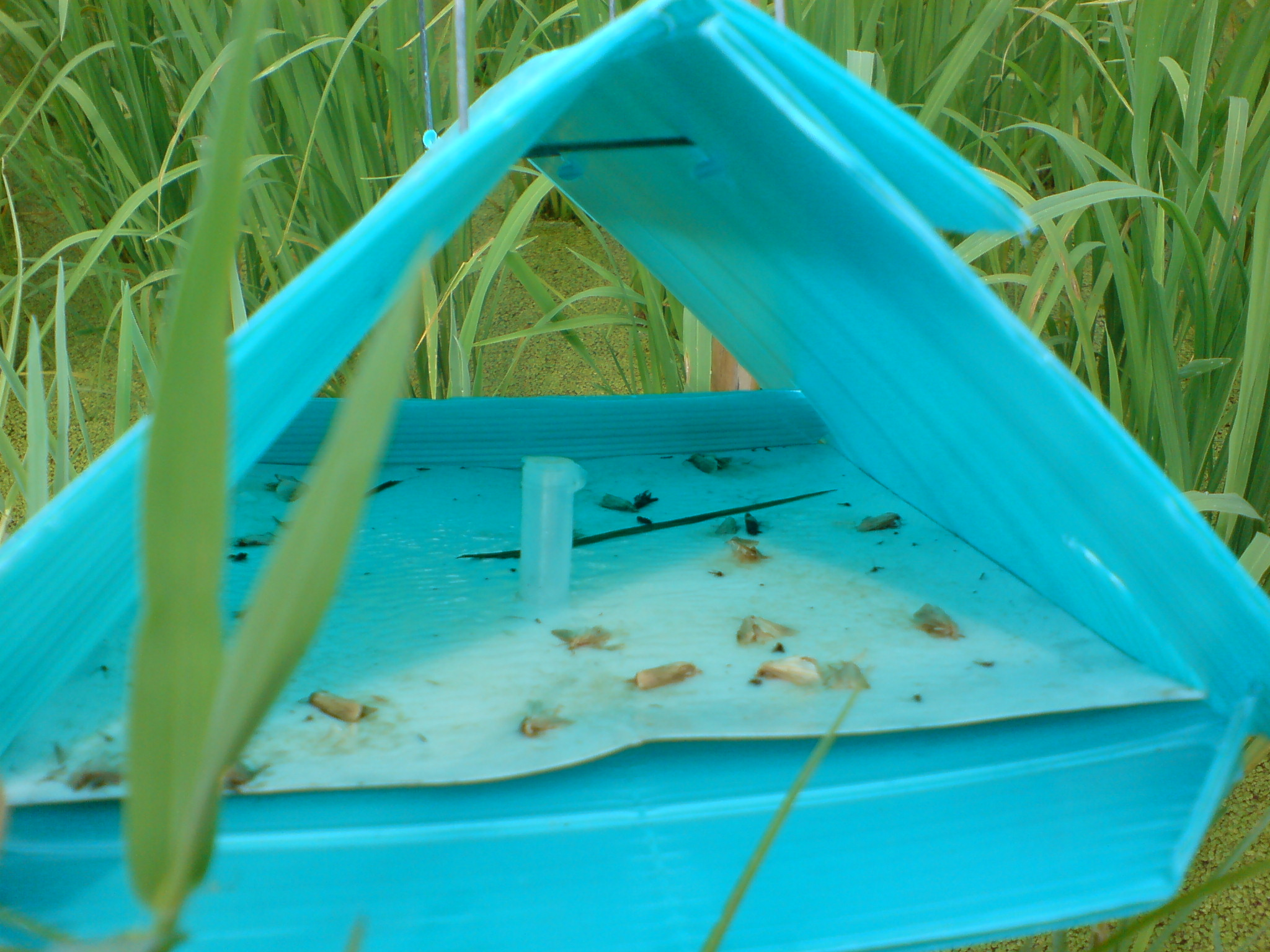
Piège à phéromone pour Chilo suppressalis (pyrale du riz) dans une rizière

Diverses substances naturelles, y compris des extraits de champignons et de plantes, ont été décrites comme biopesticides. Parmi ces substances, on trouve notamment :
- des phéromones d'insectes  et d'autres substances sémiochimiques ;
- des produits de fermentation tels que le spinosad (lactone macrocyclique) ;
- le chitosane : substance qui provoque naturellement chez les plantes une résistance systémique induite (ISR), qui leur permet de se défendre contre les maladies, les agents pathogènes et les ravageurs[9] ;
- des produits naturels d'origine végétale, comme des alcaloïdes, terpénoides, des composés phénoliques naturels et d'autres produits chimiques secondaires ; certaines huiles végétales telles que l'huile de colza sont connues pour avoir des propriétés pesticides ; des produits à base d'extraits de plantes, comme l'ail, ont été enregistrés dans l'Union européenne et ailleurs ; des anti-appétents[10] ;
- des minéraux naturels, tels que le bicarbonate de soude, peuvent également avoir des applications en protection des plantes[réf. nécessaire].

## Applications
Les biopesticides sont des agents biologiques ou d'origine biologique, appliqués généralement d'une manière similaire à celle utilisée pour les pesticides chimiques, mais qui permettent une gestion des ravageurs plus respectueuse de l'environnement.
Tous les produits de lutte contre les bioagresseurs, et plus particulièrement les biopesticides microbiens, exigent pour obtenir un contrôle efficace une formulation et une application appropriée,.
Les biopesticides sont déjà en usage courant pour lutter contre les maladies des plantes dans diverses cultures. 
Par exemple, les biopesticides jouent un rôle important dans la lutte contre les maladies du type mildiou. Leurs avantages sont notamment la suppression de tout délai entre le dernier traitement et la récolte (cf. limite maximale de résidus), la possibilité de les utiliser sous une pression modérée à intense de la maladie, et la possibilité de les employer en mélange ou en rotation avec d'autres fongicides homologués. Certaines études de marché montrant que jusqu'à 20 % des ventes mondiales de fongicides sont destinées au traitement du mildiou, l'intégration des biofongicides en viticulture présente des avantages substantiels car elle permet de prolonger la vie utile des autres fongicides, en particulier ceux des catégories à risque réduit.
Un secteur de croissance important pour les biopesticides est celui du traitement des semences et des amendements du sol. 
Le traitement de semences à l'aide de fongicides et de biofongicides est utilisé pour lutter contre les agents pathogènes du sol d'origine fongique qui causent la pourriture des semences, la fonte des semis et la pourriture des racines. Il peut servir également pour contrôler les agents pathogènes fongiques internes, ceux transmis par les semences, ou externes, ceux qui sont à la surface des graines. 
De nombreux produits biofongicides sont également capables de stimuler la défense des  plantes-hôtes et d'autres processus physiologiques qui peuvent améliorer la résistance des plantes traitées à différentes contraintes biotiques et abiotiques.

## Avantages et inconvénients
(septembre 2019).
Les biopesticides présentent plusieurs avantages : ils sont biodégradables et ne laissent pas de résidus nocifs[réf. nécessaire], ils peuvent être moins chers que les pesticides de synthèse lorsqu'ils sont produits localement et peuvent s'avérer plus efficaces à long terme (comme en témoigne, par exemple, par le programme LUBILOSA).
Ils présentent cependant des inconvénients : 
- leur grande spécificité nécessite une identification exacte du ravageur ou de l'agent pathogène ciblé et peut imposer l'utilisation de multiples produits ; cela peut aussi être un avantage du fait qu'un biopesticide spécifique est moins susceptible de nuire à des espèces autres que la cible ;
- leur vitesse d'action souvent lente les rend impropres à traiter une menace immédiate pour une culture, en cas d'épidémie par exemple ;
- leur efficacité est souvent variable à cause de l'influence de divers facteurs biotiques et abiotiques (puisque les biopesticides sont généralement des organismes vivants qui doivent se multiplier dans les organismes cibles -insectes ravageurs ou agents pathogènes- pour agir).
- les organismes vivants évoluent et augmentent leur résistance à toute forme d'agents de lutte, qu'ils soient biologiques, chimiques, physiques ou autres. Si la population cible n'est pas exterminée ou rendue incapable de reproduction, la population survivante peut acquérir une tolérance aux pressions exercées, quelles qu'elles soient, conduisant à une « course aux armements évolutive ».